# Alpii Elvețieni de Nord-Est
Alpii Elvețieni de Nord-Est reprezintă acea parte a Alpilor și Prealpilor situată în nord-estul Elveției, într-o regiune cuprinsă între Lacul Lucerna - la sud-vest; trecătoarea Klausen, valea Linth-ului superior și Lacul Walen la sud; valea Rinului la est; Lacul Constanta în nord.

## Vârfuri
Principalele vârfuri, la nord de trecătoarea Klausen sunt:

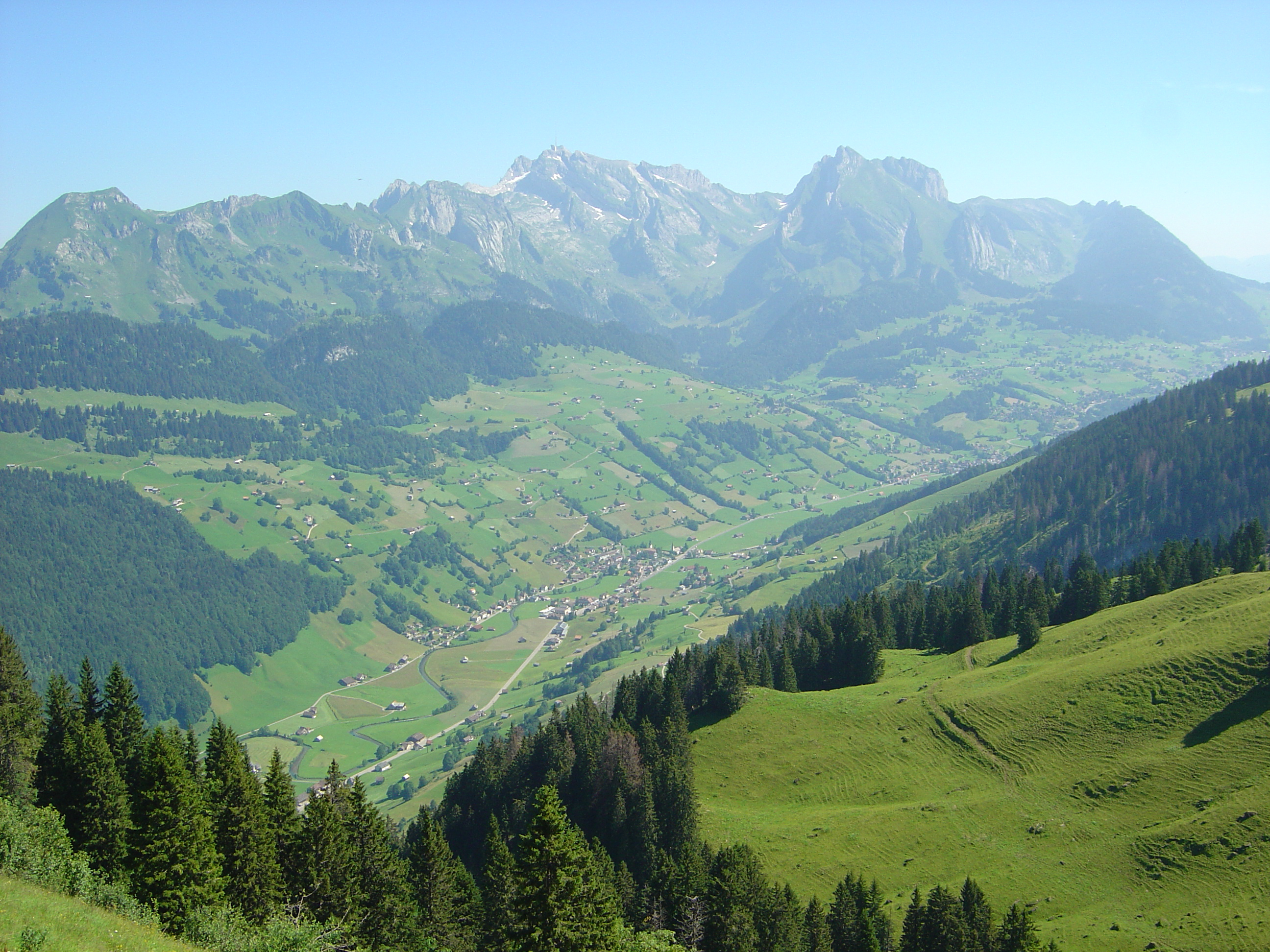
Säntis

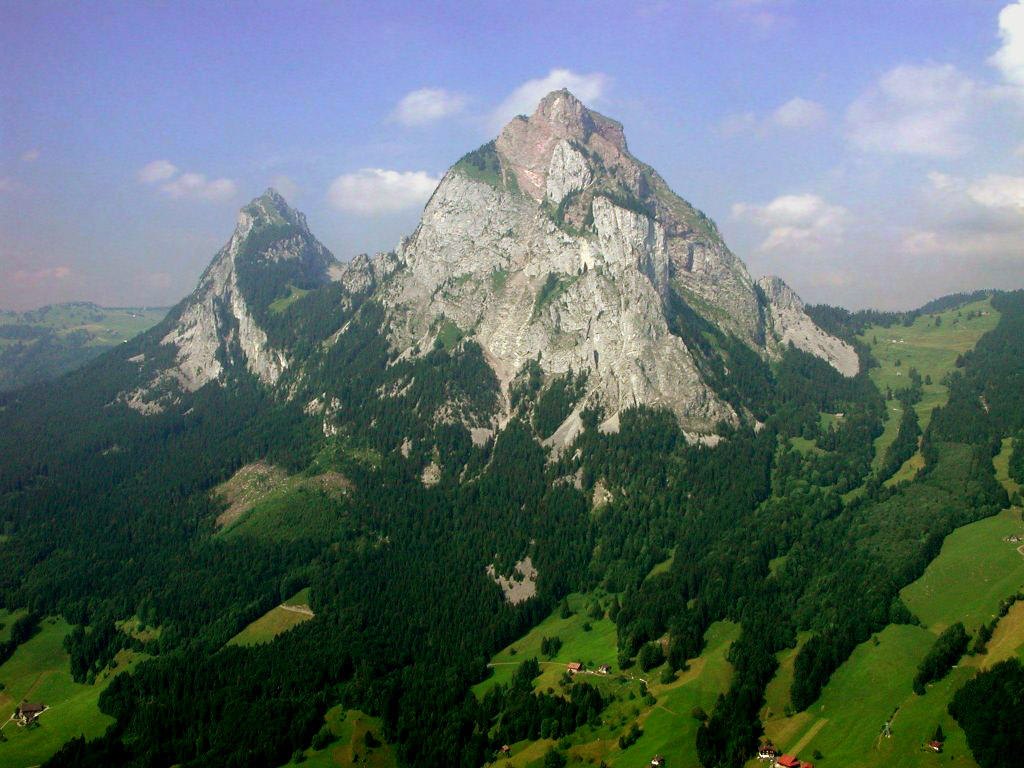
Grosser Mythen

| Denumire                  | Înălțime | Înălțime |
| ------------------------- | -------- | -------- |
| Glärnisch (cel mai înalt) | 2920 m   |          |
| Bös Fulen (Böser Faulen)  | 2804 m   |          |
| Säntis                    | 2504 m   |          |
| Altmann                   | 2438 m   |          |
| Faulfirst                 | 2416 m   |          |
| Alvier                    | 2363 m   |          |
| Churfirsten               | 2309 m   |          |
| Speer                     | 1954 m   |          |
| Grosser Mythen            | 1902 m   |          |
| Rigikulm                  | 1800 m   |          |
| Hoher Kasten              | 1798 m   |          |
| Rossberg                  | 1583 m   |          |
| Zugerberg Hochwacht       | 992 m    |          |
| Albis Hochwacht           | 880 m    |          |
| Uetliberg                 | 873 m    |          |

## Trecători
| Denumire      | Traseu                                | Acces          | Înălțime | Înălțime |
| ------------- | ------------------------------------- | -------------- | -------- | -------- |
| Ruosalperkulm | de la Schächen Valley la Muota Valley | cărare         | 2172 m   |          |
| Karren Alp    | de la Muota Valley la Linthal         | cărare         | 2096 m   |          |
| Kinzigkulm    | de la Schächen Valley la Muota Valley | cărare         | 2076 m   |          |
| Saasberg      | de la Einsiedeln la Glarus            | cărare         | 1898 m   |          |
| Kamor         | de la Appenzell la Rüthi              | drum forestier | 1680 m   |          |
| Saxerlücke    | de la Appenzell la Sax                | cărare         | 1651 m   |          |
| Schwein Alp   | de la Wägital (Wäggithal) la Klöntal  | drum forestier | 1572 m   |          |
| Pragel        | de la Muotathal la Glarus             | drum de căruțe | 1554 m   |          |
| Hacken        | de la Schwyz la Einsiedeln            | cărare         | 1417 m   |          |
| Holzegg       | de la Schwyz la Einsiedeln            | drum forestier | 1407m    |          |
| Ibergeregg    | de la Schwyz la Iberg și Einsiedeln   | drum de căruțe | 1406 m   |          |
| Krazeren      | de la Nesslau la Urnäsch              | drum forestier | 1217 m   |          |